# Barbara Jefford
Barbara Mary Jefford est une actrice britannique, née le 26 juillet 1930 à Plymstock (Angleterre) et morte le 12 septembre 2020.

## Filmographie partielle
- 1963 : Bons baisers de Russie de Terence Young (voix du personnage Tatiana Romanova, non créditée)
- 1967 : Ulysses de Joseph Strick
- 1968 : Le Songe d'une nuit d'été de Peter Hall
- 1968 : Les Souliers de saint Pierre de Michael Anderson
- 1971 : La Soif du vampire (Lust for a Vampire) de Jimmy Sangster
- 1973 : Les Dix Derniers Jours d'Hitler d'Ennio De Concini, rôle de Magda Goebbels
- 1983 : Et vogue le navire… de Federico Fellini
- 1989 : L'Ami retrouvé de Jerry Schatzberg
- 1989 : L'Île aux baleines de Clive Rees
- 1997 : Le Saint de Phillip Noyce
- 1999 : La Neuvième Porte de Roman Polanski
- 2011 : The Deep Blue Sea de Terence Davies
- 2013 : Philomena de Stephen Frears